# Закон України «Про охорону культурної спадщини»
Закон України «Про охорону культурної спадщини» № 1805-III — Закон України, ухвалений Верховною Радою України 8 червня 2000 року.
Внаслідок ухвалення закону втратили чинність Закон Української РСР «Про охорону і використання пам'яток історії та культури» 1978 р. (3600-09 [Архівовано 29 липня 2014 у Wayback Machine.]) та Постанова Верховної Ради Української РСР від 13 липня 1978 року "Про порядок введення в дію Закону Української РСР «Про охорону і використання пам'яток історії та культури» (3601-09 [Архівовано 18 вересня 2014 у Wayback Machine.]).
Закон складається із десяти розділів, поділених на сорок дев'ять статей.
Перша стаття Закону визначає такі терміни, як культурна спадщина, об'єкт культурної спадщини, пам'ятка, охорона культурної спадщини, зони охорони пам'ятки, історичне населене місце, історичний ареал населеного місця, традиційний характер середовища, консервація, реабілітація, реставрація, музеєфікація, у які покладені наступні міжнародні Рекомендації ЮНЕСКО:
- Рекомендація, що визначає принципи міжнародної регламентації археологічних розкопок від 05.12.1956 [Архівовано 9 травня 2018 у Wayback Machine.]
- Рекомендація щодо найефективніших заходів забезпечення загальнодоступності музеїв 14.12.1960 [Архівовано 6 березня 2016 у Wayback Machine.],
- Рекомендація про заходи, спрямовані на заборону і запобігання незаконному вивезенню, ввезенню та передачі права власності на культурні цінності 1964 р.
- Рекомендація про збереження культурних цінностей, яким загрожує небезпека внаслідок проведення громадських чи приватних робіт 19.11.1968 [Архівовано 9 травня 2018 у Wayback Machine.]
- Рекомендації про збереження і сучасну роль історичних ансамблів 26.11.1976 [Архівовано 9 травня 2018 у Wayback Machine.]

та Рекомендації ООН про охорону на національному рівні культурної та природної спадщини 1972 р.
Друга стаття Закону подає класифікацію об'єктів культурної спадщини за двома критеріями:
1. типами:
  1. споруди (витвори);
  2. комплекси (ансамблі);
  3. визначні місця;
2. видами:
  1. археологічні;
  2. історичні;
  3. монументального мистецтва;
  4. архітектури та містобудування;
  5. садово-паркового мистецтва;
  6. ландшафтні;
  7. науки і техніки.

Другий розділ Закону визначає органи управління охороною культурної спадщини.
Третій розділ Закону встановлює обов'язковий державний облік пам'яток культурної спадщини, визначає процедуру включення пам'яток в Державний реєстр нерухомих пам'яток України та вилучення їх з реєстру.

## Авторський колектив
- Гусаков В.М. Державний комітет з питань містобудування і архітектури
- Дьомін М.М. Державний комітет будівництва, архітектури та житлової політики
- Касьяненко І.О. Державний комітет будівництва, архітектури та житлової політики
- Коваленко В.Л. Кабінет Міністрів України
- Кравець І.М. Кабінет Міністрів України
- Ліхой Ю.П. Державний комітет з питань містобудування і архітектури
- Римар П.О. Міністерство культури України
- Смоляк І.М. Інші організації
- Толочко П.П. Національна академія наук України
- Чобіт Д.В. Народний депутат України III скл.